# Lucio Battisti
Lucio Battisti   (Poggio Bustone, 5 de març de 1943 - Molteno, 9 de setembre de 1998) va ser un cantant, compositor i multiinstrumentista italià.
Entre els més grans, influents i innovatius cantants italians de tots els temps, és considerat una de les més grans personalitats de la història de la música lleugera italiana, ja sigui com a compositor i intèrpret de la seva pròpia música, o bé com a compositor per a d'altres artistes. Al llarg de la seva carrera ha venut més de 25 milions de discos. La seva producció va marcar un punt d'inflexió al pop/rock italià: des d'un punt de vista estrictament musical, Lucio Battisti ha personalitzat i innovat en tots els sentits la forma de la cançó tradicional i melòdica.
Gràcies a l'associació artística amb Mogol, Battisti va rellançar temes considerats esgotats o gairebé no renovables, com ara el romanticisme i els petits esdeveniments de la vida quotidiana; va saber explorar temes també totalment nous i inusuals, de vegades polèmics, empenyent-se a si mateix fins al límit de l'experimentació pura en el successiu període de col·laboració amb Pasquale Panella.
Els seus començaments a mitjans dels anys 60 van ser com a autor de cançons per a altres artistes. Dels textos de les cançons s'encarregava el lletrista Mogol. El 1966 va gravar el seu primer senzill, Per una lira. Moltes de les seves cançons van ser gravades reiteradament per innombrables cantants i grups, italians i estrangers, com ara Mina, Paolo Meneguzzi, I Camaleonti, Patty Pravo, Dik Dik, Antonio Zabaleta, Dyango, Fedra, Ricardo Montaner, Laura Pausini, Emmanuel, etc.

## Biografia
Lucio Battisti nasqué a Poggio Bustone (RI) a les 13.30 del 5 de març de 1943 (un dia després respecte al seu col·lega i homònim Lucio Dalla), a la casa de la via Roma 40, segon fill d'Alfiero, funcionari d'aranzels (1913 - 2008) i Dea Battisti, mestressa de casa (1917 - 1983). La família es completava amb la germana Albarita (1946 - 2003), mentre el primogènit, també anomenat Lucio, havia mort el 1942, amb només dos anys.

### Principis

#### 1943-1962: infància i adolescència
El 1947 la seva família es va traslladar a la frazione Vasche del comune de Castel Sant'Angelo, sempre a la província de Rieti, i el 1950 a Roma a Piazzale Prenestino 35. Després d'acabar els seus estudis secundaris, Lucio va demanar als seus pares que li regalessin una guitarra. L'interès per l'instrument venia donat per la influència de dos nois que vivien al seu edifici, dels quals havia sentit tocar les primeres cançons estrangeres de rock and roll arribades a Itàlia. Segons les diverses versions de les primeríssimes experiències musicals de Battisti (sovint poc fiables i barrejades amb llegendes), qui li va ensenyar a tocar la guitarra fou l'electricista de Poggio Bustone, Silvio Di Carlo; el que és segur, però, és que l'aproximació principal a l'instrument fou autodidacta.
L'interès en la guitarra, després del període inicial, va anar disminuint gradualment, però hi va haver un considerable retrocés en 1961. Aquesta passió el va portar a descuidar els seus estudis (que segons sembla feia a l'Istituto Tecnico Industriale Galileo Galilei), fet que suscità la ira del seu pare, que, segons la lleganda, arribà a esclafar-li la guitarra al cap. Independentment de la veracitat del fet, el pare amenaçà el fill amb no firmar-li l'exempció de la lleva militar, a la qual Lucio tenia dret com a fill d'un invàlid de guerra, si no es treia el seu diploma; al final, en Lucio s'hi va escarrassar i va aconseguir el seu diploma, amb la condició que el seu pare li firmés l'exempció i li concedís els dos anys llavors previstos pel servei militar per provar de guanyar-se la vida amb la música. El pacte fou acceptat, i el juliol de 1962 Battisti es diplomà com a perit electrotècnic.